# Seznam představitelů městské části Brno-Bosonohy
Seznam představitelů městské části Brno-Bosonohy

## Starostové do roku 1945
- 1892 – 1897, Jan Čoupek
- 1897 – 1900, František Kilián
- 1900 – 1919, Jan Čoupek
- 1919 – 1923, Jindřich Čoupek
- 1923 – 30. 4. 1945, Vilém Brückner

## Předsedové MNV
- 15. 5. 1945 – 1949, Eduard Strážnický
- 1949 – 1951, Josef Peša
- 1951 – 1953, František Kafoněk
- 1953 – 1955, Stanislav Grün
- 1955 – 1959, Leopold Kadaňka
- 1959 – 1963, Karel Otoupalík
- 1963 – 1967, Jindřich Pavlata
- 1967 – 1971, Jaroslav Beránek

V prosinci 1970 bylo po složitých jednáních rozhodnuto o začlenění obce do Obvodního národního výboru Brno I.

## Starostové po roce 1989
| Ve funkci            | Jméno             | Strana  |
| 1990 - 1994          | Karel Dočkal      | ODA     |
| 1994 - 1995          | Karel Dočkal      | ODA     |
| 1995 - 1998          | Petr Gabriel      | ODS     |
| 1998 - 2002          | Petr Gabriel      | ODS     |
| 2002 - 2004          | Petr Gabriel      | ODS     |
| 2004 - 2010          | Miroslav Sojka    | ČSSD    |
| 2010 - 2014          | Anastazios Jiaxis | SZ      |
| listopad 2014 - 2018 | Miroslav Sojka    | ČSSD    |
| 14. listopadu 2018 - | Miroslav Sojka    | ČSSD    |
| 24. října 2022 –     | Martin Černý      | KDU-ČSL |